# Giuseppe Perracini
Giuseppe Perracini ou Peracini, né en 1672 à Mirandola et mort en 1754 à Bologne, est un peintre italien, actif dans le mouvement baroque tardif.

## Biographie
Giuseppe Perracini naît en 1672 à Mirandola.
Il est formé par Giovanni Francesco Cassana de Modène, puis il se rend à Bologne, où il est formé par Marcantonio Franceschini. Peignant principalement des sujets historiques et sacrés, il est connu sous le nom de il Mirandolese. Il peint un retable pour l'église San Martino Maggiore. Il peint également de nombreux portraits,. Parmi ses élèves figure Giuseppe Andreoli.
Giuseppe Perracini meurt en 1754.

#### Notices sur Giuseppe Perracini
- [Crespi 1769] (it) Luigi Crespi, « Giuseppe Perracini », dans Vite de'pittori bolognesi, non descritte nella "Felsina pittrice", vol. 3, Bologne, Marco Pagliarini, 1769, 344 p. (lire en ligne), p. 273.
- [Ticozzi 1818] (it) Stefano Ticozzi, « Perracini (Giuseppe) », dans Dizionario dei pittori dal rinnovamento delle belle arti fino al 1800, vol. 2, 1818 (lire en ligne), p. 124.
- [Ceretti 1904] (it) Felice Ceretti, « Perracini Giuseppe », dans Biografie mirandolesi, vol. 3, C. Grilli, 1904 (lire en ligne), p. 103-105.

#### Autre notice
- [Ceretti 1901] (it) Felice Ceretti, « Andreoli Giuseppe », dans Biografie mirandolesi, vol. 1, C. Grilli, 1901 (lire en ligne), p. 16-18.